# Буддийский календарь
Будди́йский календа́рь используется с небольшими различиями в Таиланде, Лаосе, Камбодже, Мьянме и на Шри-Ланке (то есть, странах распространения буддизма тхеравады). Использовался в Тибете до аннексии Китаем (в этой стране распространён буддизм махаяны). Был заимствован у индуистов и основан на фазах луны. Календарь лунно-солнечный, так как начало года всегда приходится на декабрь, но месяцы привязаны к фазам луны.
Начало летоисчисления буддийского календаря ведётся с года ухода Будды Гаутамы в нирвану (тайск. ปรินิพพาน, париниппхан) и опережает григорианское летоисчисление на 543 года (так как традиционно считается, что махапаринирвана Будды Шакьямуни была в 543 году до н. э.). Таким образом, 2025 год по григорианскому календарю соответствует 2568 году по буддийскому календарю.

## В Таиланде
В Таиланде буддийский календарь также называется «Тьантхаракхати» (тайск. จันทรคติ, тьантхаракхати). Официальное летосчисление в Таиланде ведётся по буддийскому календарю, хотя для иностранцев может быть сделано исключение и год будет указан в соответствии с григорианским календарём.
В Таиланде зачастую в государственных документах даты указывают и по буддийскому календарю, и по григорианскому.
Начало первого месяца нового лунного года приходится на первый день убывающей луны в декабре месяце. Таким образом, порядковые номера месяцев лунного календаря смещены на 1 месяц назад по отношению к григорианскому календарю, начало которого приходится на январь. Месяцы лунного календаря не имеют названий, они лишь нумеруются по порядку. Первые два месяца лунного календаря нумеруются по-китайски, остальные — по-тайски:
1-й месяц лунного года (тайск. เดือนอ้าย, дыан ай), соответствует декабрю
2-й месяц лунного года (тайск. เดือนยี่, дыан йи), соответствует январю
3-й месяц лунного года (тайск. เดือนสาม, дыан сам), соответствует февралю
и т. д.
Все основные знаменательные даты в тайской культуре привязаны именно к лунному календарю.
Так, ключевые буддийские праздники приходятся на полнолуние, ขึ้น ๑๕ ค่ำ, 15-й (он же последний) день возрастающей луны, имеющее ещё ряд названий в тайском языке: สว่างสุกใส เืดือนเพ็ญ วันเพ็ญ พระจันทร์เต็มดวง. На полнолуние приходятся праздники Висакха Буча, Макха Буча, Асалаха Буча, Кхау Пханса, Ок Пханса, Лойкратхонг и другие.
Ключевыми лунными днями считаются также 8-й день убывающей луны (тайск. แรม ๘ ค่ำ), новолуние (тайск. แรม ๑๕ ค่ำ) и 8-й день возрастающей луны (ขึ้น ๘ ค่ำ).
Полнолуние и новолуние также считаются большими светлейшими праздниками (тайск. วันพระใหญ่), а восьмые дни возрастающей и убывающей луны — малыми светлейшими праздниками (тайск. วันพระเล็ก).
Наравне с лунным календарём в Таиланде распространён обычный солнечный календарь (григорианский, тайск. สุริยคติ, суриякхати), где месяцы имеют свои названия, а не пронумерованы. Любой тайский печатный календарь будет содержать оба этих исчисления, как месяцев, так и года, а дни полнолуния, новолуния и восьмых дней убывающей и растущей луны будут отмечены маленькими фигурками Будды.
1 января как официальный день перехода в новый год был установлен указом Его Величества Рамы VIII Анантха Махидона 24 декабря 1940 года (2483 год по буддийскому календарю).